# Román Sánchez Arias
Román Sánchez Arias, a veces llamado por error «Ramón Sánchez Arias» (La Unión, provincia de Murcia, 1871 - Madrid, 4 de abril de 1949), periodista e historiador del deporte español que usó el pseudónimo de «Rubryk».

## Biografía
Estudió bachillerato en Murcia y Alicante (1884-1890) y se licenció en derecho en la Universidad Central de Madrid. Muy aficionado al deporte, al aire libre y al atletismo, publicó crónicas de sociedad en El Heraldo hasta que lo sustituyó Enrique Casal ("León Boyd" o "Miramar") y luego en El Universal (1905). Fue, junto a Jesús Fernández Duro y Juan Rugama, cofundador del Real Aero-Club de España (1905), en el que tuvo el cargo de tesorero. Terminó su carrera como redactor deportivo de ABC de Madrid, presidió la Federación Castellana de Atletismo y apenas un mes la Real Federación Española de Atletismo (8-5-1929 a 30-5-1929), pues se vio obligado a dimitir a causa de una áspera campaña levantada contra él por El Mundo Deportivo. Promovió el escultismo dando conferencias sobre educación y ejercicio físico en la naturaleza, contraviniendo la necesidad de educación gimnástica, y fue miembro del Consejo Nacional de Exploradores, desempeñando el cargo de vicepresidente segundo de la institución escultista. Fue considerado el decano de los periodistas deportivos españoles y se jubiló en 1936.

## Obras
- De fútbol. ¿Cómo debe ser un buen árbitro? Consejos de un aficionado. Madrid: A. Marzo, 1919.
- Algunas consideraciones sobre la defensa física infantil y femenina, Madrid: Federación de Amigos de la Enseñanza, 1934.
- Cartas a Fernanda. La Educación de la Mujer para Madre. Madrid: Imprenta de Juan Pueyo, 1921.
- La IX olimpiada. Hechos y comentarios, 1928.
- Educación física
- Educación física del niño